# Tameda Hirotaka
Hirotaka Tameda (為田 大貴 (Vi Điền Đại Quý) Tameda Hirotaka, sinh ngày 24 tháng 8 năm 1993 ở Nagasaki) là một cầu thủ bóng đá người Nhật Bản hiện tại thi đấu cho JEF United Chiba.

## Thống kê sự nghiệp

### Câu lạc bộ
Tính đến 10 tháng 12 năm 2017
| Câu lạc bộ       | Mùa giải | Giải vô địch | Giải vô địch | Cúp1    | Cúp1      | Cúp Liên đoàn2 | Cúp Liên đoàn2 | Tổng    | Tổng      |
| Câu lạc bộ       | Mùa giải | Số trận      | Bàn thắng    | Số trận | Bàn thắng | Số trận        | Bàn thắng      | Số trận | Bàn thắng |
| ---------------- | -------- | ------------ | ------------ | ------- | --------- | -------------- | -------------- | ------- | --------- |
| Oita Trinita     | 2010     | 5            | 0            | 2       | 0         | -              | -              | 7       | 0         |
| Oita Trinita     | 2011     | 11           | 0            | 0       | 0         | -              | -              | 11      | 0         |
| Oita Trinita     | 2012     | 31           | 2            | 1       | 0         | -              | -              | 32      | 2         |
| Oita Trinita     | 2013     | 21           | 0            | 3       | 0         | 2              | 0              | 26      | 0         |
| Oita Trinita     | 2014     | 33           | 5            | 0       | 0         | -              | -              | 33      | 5         |
| Oita Trinita     | 2015     | 32           | 6            | 3       | 1         | -              | -              | 35      | 7         |
| Avispa Fukuoka   | 2016     | 21           | 1            | 1       | 0         | 7              | 0              | 29      | 1         |
| Avispa Fukuoka   | 2017     | 1            | 0            | 1       | 0         | -              | -              | 2       | 0         |
| JEF United Chiba | 2017     | 17           | 4            | 0       | 0         | -              | -              | 17      | 4         |
| JEF United Chiba | 2018     |              |              |         |           | -              | -              |         |           |
| Tổng             | Tổng     | 172          | 18           | 11      | 1         | 9              | 0              | 192     | 19        |

1Bao gồm Cúp Hoàng đế Nhật Bản.
2Bao gồm J. League Cup.